# Friedrich von Wersebe
Anton Friedrich Christian von Wersebe (* 7. November 1784 in Bergen (Landkreis Celle); † 6. Februar 1841 in Aurich) war Landdrost in Aurich.

## Leben

### Herkunft
Wersebes Eltern waren der Drost von Meinersen Christoph Heinrich von Wersebe (1752–1795) und dessen Ehefrau Charlotte Gertrud, geborene von Marschalck († 1793).

### Karriere
Wersebe immatrikulierte sich im Mai 1802 an der Universität Göttingen, um dort Jura zu studieren. Nach seinem Abschluss trat er 1805 in hannoverische Dienste, wo er als Auditor nach Gifhorn kam. Ab 1814 wurde er als Drost eingesetzt. Von 1814 bis 1816 war er in Rethem und von 1816 bis 1823 in Alt- und Neukloster. Im Jahr 1823 wurde dieses Amt dem Amt Harsefeld zugeschlagen und so wurde von Wersebe von 1823 bis 1838 Drost in Harsefeld. Im November 1838 wurde der Auricher Landdrost Georg Oehlrich (dessen Bruder Bartold August Wilhelm Oehlrich war Bürgermeister von Harsefeld) als Amtmann nach Nienburg/Weser versetzt. Es war Politik des hannoverischen Königs Ernst August, wichtige Verwaltungsposten nur mit Adeligen zu besetzen, so kam es, dass Wersebe am 15. November 1838 nach Ostfriesland versetzt wurde.
Er konnte dort keine größere Tätigkeit entfalten, da er bereits am 6. Februar 1841 starb.

### Familie
Wersebe heiratete 1812 Friederike von Drieberg (1785–1862). Das Paar hatte mehrere Kinder:
- Auguste (1814–1869)
- Friederike (1814–1848) ⚭ 1841 Karl von Frese († 1864), Landrat
- Ernst Levin (1815–1850), hannoverscher Amtsauditor in Aurich ⚭ Aurora Süßmann († um 1898)
- Charlotte (1817–1897)
- Luise (1819–1862) ⚭ 1860 Heinrich Georg Ferdinand Schulze († 1899), hannoverscher Kronanwalt